# Довыборы в Верховный Совет СССР (1941)
Довыборы депутатов в Верховный Совет СССР в 1941 году прошли в четырнадцать этапов. Основные довыборы прошли 12 января. 5, 19, 26 января, 16, 23, 25 февраля, 2, 9, 16, 23, 30 марта и 22 июня прошли малые довыборы, которые проводились в связи с аннексацией стран Прибалитки и Бессарабии, и образовании на них новых избирательных округов, а также в результате досрочного прекращения полномочий части представителей депутатского корпуса.

## Ход выборов
Конституция СССР 1936 года предусматривала, что выборы будут проведены на альтернативной основе. Однако многие из тех, кто пытался баллотироваться в Совет в качестве альтернативных кандидатов, были арестованы НКВД; ряд кандидатов впоследствии отказался от участия. Кроме того, правоохранительные органы СССР провели массовые аресты накануне выборов.
Сами выборы проходили с актами неповиновения. Ход голосования находился под прямым надзором сил НКВД, а для голосования против всех иногда использовалась отдельная урна. Граждане портили плакаты, коверкали стены, писали на них контрреволюционные надписи. Были случи поджёга избирательных участков. О лицах, которые призывали голосовать против блока коммунистов и беспартийных, собирали подробную информацию. О тех, кто не голосовал, сообщали руководству силовых структур с указанием причин, а агитаторы отдельно записывали каждого, кто отказывался от участия в выборах. При этом, любые попытки протолкнуть независимого кандидата рассматривались как катастрофа, и в эпоху Великого террора это приводило к тому, что подобные инициативы приводили к арестам, запугиванию, угрозам и даже насилию с целью обеспечения победы коммунистических сил любой ценой.

## Результаты
| Довыборы в Верховный совет I-го созыва |                                       |                                       |                                                  |             |             |             |                       |                       |                       |
| Коалиция                               | Коалиция                              | Партия                                | Партия                                           | Совет Союза | Совет Союза | Совет Союза | Совет национальностей | Совет национальностей | Совет национальностей |
| Коалиция                               | Коалиция                              | Партия                                | Партия                                           | Голосов     | %           | Мест        | Голосов               | %                     | Мест                  |
|                                        | Блок коммунистов и беспартийных       |                                       | Всесоюзная коммунистическая партия (большевиков) | —           | —           | 126         | —                     | —                     | 140                   |
|                                        | Блок коммунистов и беспартийных       | Беспартийные                          |                                                  | —           | —           | 126         | —                     | —                     | 140                   |
| Против всех                            | Против всех                           | Против всех                           | Против всех                                      | —           | —           | —           | —                     | —                     | —                     |
|                                        |                                       |                                       |                                                  |             |             |             |                       |                       |                       |
| Действительных голосов                 | Действительных голосов                | Действительных голосов                | Действительных голосов                           | —           | —           | —           | —                     | —                     | —                     |
| Недействительных голосов               | Недействительных голосов              | Недействительных голосов              | Недействительных голосов                         | —           | —           | —           | —                     | —                     | —                     |
| Всего                                  | Всего                                 | Всего                                 | Всего                                            | —           | 100,00      | 126         | —                     | 100,00                | 140                   |
| Зарегистрированных избирателей / Явка  | Зарегистрированных избирателей / Явка | Зарегистрированных избирателей / Явка | Зарегистрированных избирателей / Явка            | —           | —           | —           | —                     | —                     | —                     |